# Canthigaster epilampra
Canthigaster epilampra es una especie de peces de la familia Tetraodontidae en el orden de los Tetraodontiformes.

## Morfología
Los machos pueden llegar alcanzar los 12 cm de longitud total.

## Alimentación
Come moluscos, equinodermos, Brachiopodas y algas.

## Hábitat
Es un pez de mar de clima tropical y asociado a los  arrecifes de coral que vive entre 6-60 m de profundidad.

## Distribución geográfica
Se encuentra desde la isla de Navidad (este del Océano Índico) hasta las Hawái, las islas de la Sociedad, las islas Ryukyu , Tonga y Rarotonga.